# Ivan Stjepanovič Konjev
Ivan Stjepanovič Konjev (rusko: Ива́н Степа́нович Ко́нев, IPA: [ɪˈvan sʲtʲɪˈpanəvʲɪtɕ ˈkonʲɪf]), sovjetski vojaški častnik, * 28. december 1897, Lodejno, Vologdska gubernija, † 21. maj 1973, Moskva.
Bil je sovjetski general in maršal Sovjetske zveze, ki je vodil rdečearmejske sile na vzhodni fronti v drugi svetovni vojni. Zaslužen je za osvoboditev precejšnjega dela zasedene Vzhodne Evrope.
Pri 15 letih je delal kot drvar, leta 1915 pa je bil vpoklican v imperialno vojsko. Leta 1917 se je boril kot narednik v ofenzivi Kerenskega v Galiciji. Po oktobrski revoluciji 1917 je bil demobiliziran in se je vrnil domov. Leta 1918 se je pridružil boljševikom in se je v državljanski vojni boril kot artilerist. Njegov poveljnik je bil Kliment Vorošilov, poznejši komisar za obrambo. To poznavanje je bilo ključno za to, da je preživel Stalinove čistke. Leta 1934 je postal poveljnik 37. strelske divizije, julija 1938 pa poveljnik 2. armade.
V začetku invazije Nemčije na ZSSR je postal poveljnik 19. armade v Vitebsku. Od oktobra 1910 do avgusta 1942 je poveljeval Kalininski fronti. Imel je ključno vlogo pri bojih okrog Moskve. Za njegovo vlogo pri uspešni obrambi sovjetske prestolnice ga je Stalin povišal v generalpolkovnika. Pozneje je poveljeval Zahodni fronti, Severozahodni fronti in 2. ukrajinski fronti. Sodeloval je v bitki za Kursk.